# Андо, Рэйдзи
Рэйдзи Андо (яп. 安藤 礼二 Андо: Рэйдзи, род. 1967) — японский литературный критик. Родился в Токио. После окончания филологического факультета университета Васэда, где специализировался на изучении археологии и фольклора, работал в книжных издательствах. Широкую известность получил в 2002 году после публикации монографии «Орикути Синобу: битва богов», удостоенной нескольких литературных наград. В 2009 году за исследование «Исследования по японской литературе: мандала света» был награждён Премией Кэндзабуро Оэ и премией Ито. Преподает в исследовательском институте антропологии искусства при университете искусств Тама.

## Сочинения
- Орикути Синобу: битва богов (神々の闘争　折口信夫論, 2004)
- К вопросу о современности: архив кризисной эпохи (近代論　危機の時代のアルシーヴ, 2008)
- Исследования по японской литературе: мандала света (光の曼陀羅 日本文学論, 2008)
- Священные чудовища: последняя глава «Книги мёртвых» (霊獣－「死者の書」完結編, 2009)
- Место и мусуби: история современной японской мысли (場所と産霊（ムスビ）- 近代日本思想史, 2010)
- Сумеречная страна (たそがれの国, 2010)